# دانیل بیلالیان
دانیل بیلالیان (فرانسوی: Daniel Bilalian‎; ارمنی: Դանիել Բիլալյան زادهٔ ۱۰ آوریل ۱۹۴۷ - ۱۴ مهٔ ۲۰۲۵) روزنامه‌نگار، و گوینده اخبار فرانسوی ارمنی‌تبار بود. وی از سال ۱۹۷۱ میلادی ۲۰۲۵ مشغول فعالیت بود. وی در رشته حقوق تحصیل کرده است. بیلالیان بین سال‌های ۱۹۷۵ تا ۲۰۰۴ به عنوان گوینده اخبار و مجری تلویزیونی در شبکه فرانسه ۲ فعالیت می‌کرد. وی در سال ۱۹۷۲ با همسرش کریستین ازدواج کرد و در سال ۱۹۷۵ صاحب یک دختر به نام مارگریت شد.

## زندگی و فعالیت حرفه‌ای
دانیل بیلالیان در ۱۰ آوریل ۱۹۴۷ در پاریس از پدری ارمنی به نام کریکور بیلالیان و مادری فرانسوی به نام ماریا کالیور متولد شد. او دوران مدرسه را در دبیرستان ژاک دکور و کورس ووونارگ در پاریس گذراند. پس از تحصیل در رشته حقوق در دانشگاه لیل، در روزنامه فرانسوی اتحادیه به عنوان روزنامه‌نگار استخدام شد. از سال ۱۹۷۱، او خبرنگار منطقه‌ای دفتر رادیو تلویزیون فرانسه بود، سپس به کادر تحریریه ملی تلویزیون آنتن ۲ پیوست، بعد از آن گزارشگر اصلی تلویزیون فرانسه ۲ شد. او در سال ۱۹۷۶ مجر برخی از اخبار روزانه بود.

## زندگی شخصی و مرگ
بیلالیان در ۱۴ ژانویه ۱۹۷۱ با کریستین دو پریگو ازدواج کرد که حاصل آن دختری به نام مارگریت بود که در سال ۱۹۷۵ متولد شد. سپس در سال ۲۰۲۰ از کریستین جدا شد و با فردریک رنیمل ازدواج کرد.
او در ۱۴ مه ۲۰۲۵ در سن ۷۸ سالگی پس از یک بیماری در پاریس درگذشت.

## جوایز
بیلالیان در ژوئیه ۲۰۰۵ برندهٔ جایزه لژیون دونور شد.